# USS Corsair (SS-435)
USS Corsair (SS-435/AGSS-435) là một  tàu ngầm lớp Tench được Hải quân Hoa Kỳ chế tạo vào giai đoạn cuối Chiến tranh Thế giới thứ hai. Nó là chiếc tàu chiến thứ hai của Hải quân Hoa Kỳ được đặt cái tên này, theo tên họ cá biển Sebastidae hoặc tên gọi một tên cướp biển hay thủy thủ một tàu lùng. Chỉ được cho nhập biên chế vào năm 1946, nó hoàn tất quá trễ để có thể tham gia Thế Chiến II, nhưng đã phục vụ trong giai đoạn Chiến tranh Lạnh cho đến khi xuất biên chế và bị bán để tháo dỡ vào năm 1963.

## Thiết kế và chế tạo

### Thiết kế
Lớp tàu ngầm Tench là sự cải tiến tiếp theo của các lớp tàu ngầm hạm đội   Balao và   Gato, vốn đã chứng minh thành công trong hoạt động chống Nhật Bản tại Mặt trận Thái Bình Dương. Lớp tàu này, tích lũy những kinh nghiệm trong giai đoạn đầu của cuộc xung đột, là lớp tàu ngầm cuối cùng được Hải quân Hoa Kỳ chế tạo trong chiến tranh.
Những chiếc lớp Tench có chiều dài 311 ft 9 in (95,02 m), mạn tàu rộng 27 ft 4 in (8,33 m) và mớn nước tối đa 17 ft (5,2 m), có trọng lượng choán nước 1.570 tấn Anh (1.600 t) khi nổi và 2.414 tấn Anh (2.453 t) khi lặn. Riêng Corsair được trang bị bốn động cơ diesel General Motors Cleveland Model 16-278A 12-xylanh, dẫn động máy phát điện để cung cấp điện năng cho hai động cơ điện, đạt được công suất 5.400 shp (4.000 kW) cho phép di chuyển với tốc độ tối đa 20,25 hải lý trên giờ (37,50 km/h) khi nổi. Khi hoạt động ngầm dưới nước, chúng được cung cấp điện từ hai dàn ắc-quy Sargo 126-cell để vận hành hai động cơ điện General Electric lõi kép tốc độ chậm, có công suất 2.740 shp (2.040 kW) và đạt tốc độ tối đa 8,75 kn (16,21 km/h). Tầm xa hoạt động là 16.000 hải lý (30.000 km) khi đi trên mặt nước ở tốc độ 10 kn (19 km/h) và có thể hoạt động kéo dài đến 75 ngày; tuy nhiên khả năng hoạt động ngầm bị giới hạn bởi dung lượng điện ắc-quy, sẽ cạn trong 48 giờ khi di chuyển với tốc độ 2 kn (3,7 km/h). Chiếc tàu ngầm mang theo tiếp liệu đủ cho mười sĩ quan và 71 thủy thủ trong 75 ngày.
Lớp Tench được trang bị mười ống phóng ngư lôi 21 in (530 mm), gồm sáu ống trước mũi và bốn ống phía đuôi tàu, và mang theo tổng cộng 28 quả ngư lôi. Vũ khí trên boong tàu gồm một hải pháo 5 inch/25 caliber, một khẩu pháo phòng không Bofors 40 mm nòng đơn và một khẩu đội Oerlikon 20 mm nòng đôi, kèm theo hai súng máy .50 caliber.

### Chế tạo
Corsair được đặt lườn tại xưởng tàu của hãng Electric Boat Company ở Groton, Connecticut vào ngày 1 tháng 3, 1945. Nó được hạ thủy vào ngày 3 tháng 5, 1946, được đỡ đầu bởi bà Irene Cooper Hustvedt, phu nhân Chuẩn đô đốc Olaf M. Hustvedt, hạm trưởng đầu tiên của thiết giáp hạm North Carolina, và được cho nhập biên chế cùng Hải quân Hoa Kỳ vào ngày 8 tháng 11, 1946 dưới quyền chỉ huy của Hạm trưởng, Trung tá Hải quân A. S. Fuhrman.

## Lịch sử hoạt động
Sau chuyến đi chạy thử máy vốn đưa con tàu đến viếng thăm Havana, Panama, Trinidad và Rio de Janeiro, Corsair được phân về Hải đội Tàu ngầm 8 trực thuộc Hạm đội Đại Tây Dương, và hoạt động từ Căn cứ Tàu ngầm Hải quân New London tại New London, Connecticut. Nó tham gia huấn luyện cùng các đơn vị hạm đội khác cho đến ngày tháng 6, 1947, khi nó đi vào xưởng tàu của hãng Electric Boat Company để được trang bị một hệ thống sonar mới. Trong một đợt thử nghiệm ngư lôi kiểu mới, nó đã đánh chìm chiếc tàu quét mìn cũ Chewink (AM-39) vào ngày 31 tháng 7, 1947.
Từ ngày 15 tháng 11, 1947, Corsair bắt đầu phục vụ cùng Trường Tàu ngầm Hải quân tại New London, và đã thực hiện nhiều chuyến đi đến vùng biển Caribe. Đến tháng 4, 1949, nó được điều sang Đội Phát triển Tàu ngầm 2, và khởi hành từ New London vào ngày 18 tháng 7, để cùng đội của nó thực hiện chuyến đi sang Bắc Ireland và Portsmouth thuộc Liên hiệp Anh, và đến vùng biển Bắc Cực. Tàu ngầm đồng đội Cochino (SS-345) đã bị mất vào ngày 26 tháng 8 sau một tai nạn nổ ắc-quy và hỏa hoạn. Ngoại trừ một người, toàn bộ thủy thủ đoàn của Cochino đã được tàu ngầm Tusk (SS-426) giải cứu trong bối cảnh thời tiết khắc nghiệt và bão tố của vùng cực Bắc. Corsair quay trở về New London vào ngày 15 tháng 9, và tiếp tục phục vụ cùng Đội Phát triển Tàu ngầm 2. Nhiệm vụ của nó bao gồm phục vụ cùng phòng thí nghiệm âm thanh tại Portsmouth, New Hampshire, và tham gia các cuộc tập trận tàu ngầm. Trong một cuộc diễn tập như thế tại vùng biển Bắc Cực từ ngày 27 tháng 10 đến ngày 24 tháng 11, 1952, chiếc tàu ngầm đã viếng thăm Reykjavík, Iceland.
Corsair được cho tách khỏi Đội Phát triển Tàu ngầm 2 vào tháng 3, 1954 và được đưa về tình trạng biên chế thủy thủ đoàn cắt giảm. Nó tiếp tục hoạt động từ căn cứ và phục vụ cùng Trường Tàu ngầm Hải quân, phối hợp cùng Lực lượng Khu trục Hạm đội Đại Tây Dương. Con tàu cũng thực hiện các chuyến đi huấn luyện hải quân dự bị, tham gia các cuộc tập trận tại vùng biển Caribe và hoạt động cùng Đội Huấn luyện Hạm đội tại Căn cứ Hải quân vịnh Guantánamo, Cuba.
Vào tháng 6. 1959, Corsair gia nhập Lực lượng Đặc nhiệm 47 cho chuyến đi dọc theo sông Saint Lawrence trong khuôn khổ Chiến dịch Inland Seas. Đơn vị này tham dự lễ khánh thành tuyến đường thủy St. Lawrence nối liền Đại Tây Dương với Ngũ Đại Hồ vào ngày 26 tháng 6, nghi lễ do Tổng thống Dwight D. Eisenhower và Nữ hoàng Elizabeth II của Anh đồng chủ trì. Chiếc tàu ngầm quay trở về New London sau khi hoàn thành chuyến đi và tiếp tục hoạt động từ căn cứ này.
Vào ngày 1 tháng 4, 1960, Corsair được xếp lại lớp như một tàu ngầm phụ trợ và mang ký hiệu lườn mới AGSS-435. Chiếc tàu ngầm thực hiện chuyến đi cuối cùng sang Đị Trung Hải vào năm 1962. Nó được cho xuất biên chế đồng thời rút tên khỏi danh sách Đăng bạ Hải quân vào ngày 1 tháng 2, 1963, rồi cuối cùng bị bán để tháo dỡ vào ngày 21 tháng 10, 1963.
Biển tên của con tàu được lưu giữ và trưng bày tại Freedom Park, Omaha, Nebraska.